# Peter Dietrich
Peter Dietrich (født 6. marts 1944 i Neu-Isenburg, Tyskland) er en tidligere tysk fodboldspiller (midtbane).
Han spillede primært for Borussia Mönchengladbach og Werder Bremen, som han samlet repræsenterede i næsten 200 Bundesliga-kampe. Med Gladbach var han med til at vinde det tyske mesterskab i både 1970 og 1971.
Dietrich var desuden en del af det vesttyske landshold der vandt bronze ved VM i 1970 i Mexico. Han var dog ikke på banen i turneringen. Han spillede kun én kamp for landsholdet. Det var en træningskamp op til den pågældende VM-slutrunde.

## Titler
Bundesligaen
- 1970 og 1971 med Borussia Mönchengladbach